# هجوم مسجد النورين
هجوم مسجد النورين هو هجوم إرهابي قام به مستوطنون يهود متطرفون على مسجد «النورين» في بلدة قصرة الفلسطينية في الضفة الغربية. حيث قاموا بإحراق المسجد وكتابه ألفاظ مسيئة للإسلام والمسلمين على الجدران. أدى الهجوم إلى أحراق المسجد بالكامل وإلى إدانة دولية.

## خلفية الأحداث
بدأت الأحداث عندما احتج عدد من المستوطنين على أمر المحكمة العليا الإسرائيلية بهدم بؤرة استيطانية أقيمت بغير إذن من سلطات الاحتلال الإسرائيلي. وكانت القوات الإسرائيلية في الليلة قبل الماضية قد هدمت 3 مساكن في بؤرة مستوطنة “ميجرون” المقامة على تل قُرب رام الله واعتقلت 6 مستوطنين اشتبكوا معها.
قام المستوطنون بشن اعتداءات انتقامية على الفلسطينيين في محافظة نابلس في اليوم التالي وأحرقوا الطابق الأول من “مسجد النورين” في القرية بإطارات سيارات مشتعلة ألقوها في الدخل بعدما كسروا النوافذ، كتبوا على جدران المسجد عبارات بذيئة باللغة العبرية مسيئة للرسول محمد وللإسلام والعرب والفلسطينيين، كما كتبوا اسمي “ميجرون” ومستوطنة يهودية أخرى ورسموا شعار إسرائيل “نجمة داود”. أتت النيران على جميع الطابق الأرضي الذي مساحته 285 متراً مربعاً وكان يستخدم كدار لتلاوة القرآن.

## ردود فعل
- أدان عضو المكتب السياسي لجبهة التحرير الفلسطينية عدنان غريب واعتبرها الجريمة النكراء.
- أدانت المفوضة العليا للشؤون الخارجية والأمن في الاتحاد الأوروبي كاثرين أشتون الهجوم وقالت أنه يعد انتهاكا لحرية العبادة ودعت السلطات الإسرائيلية إلى التحقيق بالهجوم وإحالة المرتكبين أمام العدالة.[2]
- أدان حزب الشعب الفلسطيني جريمة حرق مسجد النورين ببلدة قصرة.